# Margareta a Franței, regină a Ungariei
Margareta a Franței (1157 – august/septembrie 1197) a fost, prin cele două căsătorii, regină a Angliei, Ungariei și Croației. A fost fiica cea mare a regelui Ludovic al VII-lea al Franței și a celei de-a doua soții, Constance de Castilia. Surorile sale vitrege mai mari, Marie și Alix, au fost de asemenea surori vitrege ale viitorului ei soț.

## Prima căsătorie
A fost logodită cu Henric cel Tânăr la 2 noiembrie 1160. Henric era al doilea fiu din cei cinci ai regelui Henric al II-lea al Angliei și ai reginei Eleanor de Aquitania. El avea cinci ani în momentul acordului în timp ce Margareta avea trei. Zestrea Margaretei a fost teritoriul vital și foarte disputat, Vexin.
Soțul ei a devenit co-domnitor împreună cu tatăl său în 1170. Pentru că arhiepiscopul Thomas Becket era în exil, Margareta nu a fost încoronată împreună cu soțul ei la 14 iulie 1170. Această omisiune l-a înfuriat foarte tare pe tatăl ei. Pentru a-l mulțumi pe regele francez, Margareta a fost încoronată la 27 august 1172. Când Margareta a rămas însărcinată, ea a plecat să nască la Paris, unde a dat naștere prematur singurului lor fiu, William, la 19 iunie 1177, care a murit trei zile mai târziu, la 22 iunie.
Ea a fost acuzată în 1182 de adulter cu William Marshal, Conte de Pembroke, deși cronicari contemporani s-au îndoit de adevărul acestor acuzații. Henric a demarat procesul de anulare a căsătoriei, aparent din cauza adulterului ei, dar, în realitate, pentru că nu putea concepe un moștenitor. Margareta a fost trimisă înapoi în Franța. Soțul ei a murit în 1183 în timp ce era în campania din regiunea Dordogne din Franța.

## A doua căsătorie
După ce a primit o pensie substanțială în schimbul păstrării zestrei ei: Gisors și Vexin, a devenit a doua soție a regelui Béla al III-lea al Ungariei în 1186. Sarcina eșuată din 1177 pare să o fi făcut sterilă, ea neavând copii.
A devenit văduvă pentru a doua oară în 1196 și a murit în pelerinaj în Țara Sfântă în 1197, la doar câteva zile după ce ajunsese.